# University of the People
La University of the People o UoPeople (en català, Universitat de les Persones, Universitat del Poble o Universitat de la Gent) és una institució acadèmica sense ànim de lucre i no presencial, de matrícula gratuïta, amb la missió de democratitzar l'educació superior a base de proporcionar accés universal als estudis universitaris. El model empresarial sense ànim de lucre inclou la presència mundial d'Internet i la baixada dels costos de tecnologia per tal d'aportar estudis de nivell universitari a les quatre cantonades del globus.
Fundada per l'empresari educatiu Shai Reshef, la University of the People té la seu a Pasadena, Califòrnia.

## Dades acadèmiques
La University of the People contracta tant a educadors pagats com voluntaris, que participen en el procés d'avaluació i el supervisen, a més de desenvolupar el programa d'estudis. Els educadors són professors en actiu i retirats, bibliotecaris, estudiants amb nivell de màster, i altres professionals.
Encara que no hi ha cost de matriculació per a prendre les classes, ni de material (ja que el material de lectura i d'estudis està disponible a Internet gratuïtament), la universitat cobra una taxa d'ingrés (costos de sol·licitud en inscriure's) d'entre 15$ i 50$, i una taxa d'examen d'entre 10$ i 100$. Aquestes taxes estan ajustades a una escala basada en la situació econòmica al país d'origen de l'estudiant. Cap d'aquestes taxes s'han aplicat al primer i segon trimestre.
Els educadors han qüestionat com el sistema es mantindrà efectiu a través de les fronteres nacionals i culturals, particularment amb relació a l'assignació de crèdits i títols als cursos realitzats. A més, John Bourne, director executiu del Sloan Consortium (un consorci d'institucions i organitzacions compromeses amb la qualitat de l'educació 'on-line'), va afirmar que les possibilitats de la universitat d'aconseguir acreditació són "entre minses i nul·les".

### Programes
En la seva etapa inicial, la universitat ofereix cursos a dos programes: 
- Business Administration (Administració d'Empreses)
- Computer Science (Ciències de la Computació o Informàtica)
- Health Science (Ciències de la Salut)

Tot i així, donat que la universitat no està acreditada (informació d'octubre de 2009), no pot concedir títols en aquestes àrees.

## Suport
La University of the People i el ISP (Information Society Project) de l'Escola de Dret de la Universitat Yale) van anunciar la seva associació per a la Investigació d'Educació Digital el 22 de setembre de 2009. Jack Balkin, Director de Yale ISP i Knight Professor de Dret Constitucional i la Primera Esmena a l'Escola de Dret de Yale, és membre del Comitè Assessor de la University of the People.
La University of the People té el suport de la GAID (Global Alliance for ICT and Development) de l'Organització de les Nacions Unides.

## Comitè Assessor
El Comitè Assessor ajuda en el desenvolupament del programa d'estudis, les polítiques acadèmiques i les aliances per la universitat. Els assessores són:
- June Arunga, Sòcia Fundadora i Membre de la Junta Directiva a Black Star Lines (BSL), un proveïdor de solucions tecnològiques per a pagaments basats en telefonia mòbil i transferències de diners a l'Àfrica. També és la Fundadora i Presidenta d'Open Quest Media LLC a Nova York.
- Jack Balkin, Knight Professor de Dret Constitucional i la Primera Esmena a l'Escola de Dret de Yale, Director del Projecte Societat de la Informació de Yale i Co-director del Programa Dret y Mitjans de Comunicació de Yale.
- Ryan Craig, J.D., Fundador i President de Wellspring, i Director de Bridgepoint Education.
- Daniel J. H. Greenwood, Professor de Dret a la Hofstra University School of Law.
- Gabriel Hawawini, Henry Grunfeld Chaired Professor de Banca d'Inversions, Professor Visitant de Finances a la Wharton School de la Universitat de Pennsilvània i antic Degà de l'INSEAD.
- M. Humayun Kabir, Ambaixador de Bangladesh als Estats Units d'Amèrica.
- Abdul Waheed Khan, Director General Adjunt per a Comunicació i Informació a la UNESCO.
- Mihai Nadin, Professor Titular a la Universitat de Texas a Dallas, i Fundador i Director de anté - Institute for Research in Anticipatory Systems.[12]
- Y.S. Rajan, Assessor Principal de la CII (Confederation of Indian Industry[13]) i coautor de "India 2020: a vision for the new millennium"[14] (amb l'Ex-president de l'Índia Abdul Kalam).
- David A. Wiley, Professor Associat de Psicologia i Tecnologia Educatives a la Universitat Brigham Young, Director de Transparència (Chief Openness Officer) de Flat World Knowledge, Fundador de l'Open High School of Utah i Fundador d'OpenContent.org.
- Russell S. Winer, Director Executiu del Marketing Science Institute a Cambridge (Massachusetts), i William Joyce Professor i Catedràtic del Departament de Màrketing de la Stern School of Business, Universitat de Nova York. A més del seu paper al Comitè Assessor, el Dr. Winer va ser nomenat Catedràtic del Departament d'Administració d'Empreses. El Dr. Winer té un paper decisiu en la formació del programa durant les seves etapes inicials, supervisant el seu llançament i establint la seva direcció.